# حق غذا

حق غذا در سراسر جهان (از 2011-2012).
Adopted or drafting a framework law (19).
Constitutional, explicit as a right (23).
Constitutional, implicit in broader rights or as directive principle (41).
Direct applicability via international treaties (103).
Committed by ratifying the International Covenant on Economic, Social and Cultural Rights (160).
No known right to food.
توجه: یک کشور می‌تواند در چند دسته قرار گیرد. رنگ داده شده به یک کشور مربوط به بالاترین دسته‌بندی فهرست شده‌است که یک کشور در آن قرار می‌گیرد.

حق غذا، و انواع آن، یک حق انسانی است که از حق مردم برای تغذیه آبرومندانه و با کرامت محافظت می‌کند. این حق به این معنی است که غذای کافی باید در دسترس باشد، مردم ابزاری برای دسترسی به آن داشته‌باشند و به اندازه کافی نیازهای غذایی فرد فراورده شود. حق غذا از حق همه انسانها برای رهایی از گرسنگی، ناامنی غذایی و سوء تغذیه محافظت می‌کند. حق غذا به این معنا نیست که دولت‌ها موظفند غذای رایگان را در اختیار هرکسی قرار دهند. با این حال، اگر مردم به دلایل خارج از کنترل آنها از دسترسی به غذا محروم شوند، برای مثال، به دلیل اینکه در بازداشت هستند، در زمان جنگ یا پس از بلایای طبیعی، این حق دولت‌ها را مستلزم می‌کند که مستقیماً غذا را برای افراد تهیه کند.
این حق برگرفته از میثاق بین‌المللی حقوق اقتصادی، اجتماعی و فرهنگی است که تا آوریل ۲۰۲۰ دارای ۱۷۰ کشور بوده. کشورهایی که این میثاق را امضا می‌کنند موافقت می‌کنند تا حداکثر منابع موجود خود را برای تحقق تدریجی تحقق کامل حق غذای کافی، چه در سطح ملی و چه در سطح بین‌المللی، انجام دهند. در مجموع ۱۰۶ کشور، حق غذا یا از طریق ترتیبات قانون اساسی به اشکال مختلف یا از طریق اعمال مستقیم در قانون معاهدات بین‌المللی مختلف که در آنها حق غذا محافظت می‌شود، از منظر قانونی قابل اجراست.
در اجلاس جهانی غذا در سال ۱۹۹۶، دولت‌ها بار دیگر بر حق غذا تأکید کردند و متعهد شدند که تعداد گرسنگان و سوءتغذیه‌ها را از ۸۴۰ به ۴۲۰ میلیون تا سال ۲۰۱۵ کاهش و به نصف برسانند. با این حال، این تعداد در طول سال‌های گذشته افزایش یافته‌است و در سال ۲۰۰۹ به رکورد بدنام بیش از ۱ میلیارد نفر در سراسر جهان رسید. علاوه بر این، تعداد افرادی که از گرسنگی پنهان رنج می‌برند - کمبود ریزمغذی‌ها و مکمل‌هایی که ممکن است باعث کاهش رشد جسمی و فکری در کودکان شود - به بیش از ۲ میلیارد نفر در سراسر جهان می‌رسد.
در حالی که بر اساس حقوق بین‌الملل، دولت‌ها موظف به احترام، حمایت و اجرای حق غذا هستند، مشکلات عملی در دستیابی به این حق انسانی با ناامنی غذایی رایج در سراسر جهان و دعاوی جاری در کشورهایی مانند هند نشان داده شده‌است. در قاره‌هایی که بزرگ‌ترین مشکلات مربوط به غذا را دارند - آفریقا، آسیا و آمریکای جنوبی - نه تنها کمبود غذا و کمبود زیرساخت‌ها وجود دارد، بلکه توزیع نادرست و دسترسی ناکافی به غذا نیز مشکل زاست.
«The Human Rights Measurement Initiative» حق غذا را برای کشورهای سراسر جهان بر اساس سطح درآمد آنها اندازه‌گیری می‌کند.

## وضعیت حقوقی
حق غذا تحت حمایت قوانین بین‌المللی حقوق بشر و بشردوستانه است.